# Bronisław Trzciński
Bronisław Trzciński (ur. 10 lipca 1942 w Dąbrowach, zm. 11 maja 2017 w Elblągu) – polski kapłan rzymskokatolicki, prałat, kanonik rzeczywisty (gremialny) Kapituły Katedralnej Elbląskiej (1996), inicjator przeniesienia kościoła bł. Doroty z miejscowości Kaczynos do Elbląga.

## Życiorys
Urodził sięw Dąbrowach, powiat szczycieński, w rodzinie Stanisława i Marii z domu Bryszewskiej. W 1960 uzyskał maturę w Liceum Ogólnokształcącym w Ostrołęce i 19 lipca tegoż roku został przyjęty w poczet alumnów seminarium duchownego „Hosianum” w Olsztynie. 21 grudnia 1962 otrzymał tonsurę, dzień później posługi ostiariatu i lektoratu, 13 grudnia 1963 posługi egzorcystatu i akolitatu.
W 1967 ukończył Wyższe Seminarium Duchowne „Hosianum” w Olsztynie. Święcenia kapłańskie przyjął 18 czerwca 1967 roku, po czym pracował jako wikariusz w parafiach w Białej Piskiej (1967–1971) oraz w parafii Św. Mikołaja w Elblągu (1971–1981).
21 stycznia 1981 objął probostwo nowo erygowanej parafii Bł. Doroty w Elblągu. Jako proboszcz doprowadził do przeniesienia zabytkowego, pomenonickiego i zniszczonego w 80% szachulcowego kościoła bł. Doroty z l. 1705–1759 z miejscowości Kaczynos (niem. Katznase, koło Malborka), a także zabytkowego budynku plebanii z Królewa. Kościół przeniesiono w ciągu 3,5 roku, a pierwszą mszę świętą w niewykończonym jeszcze kościele odprawiono 25 grudnia 1984 r.
Po przejściu na emeryturę w 2008 nadal pełnił posługę kapłańską w tej parafii jako rezydent.

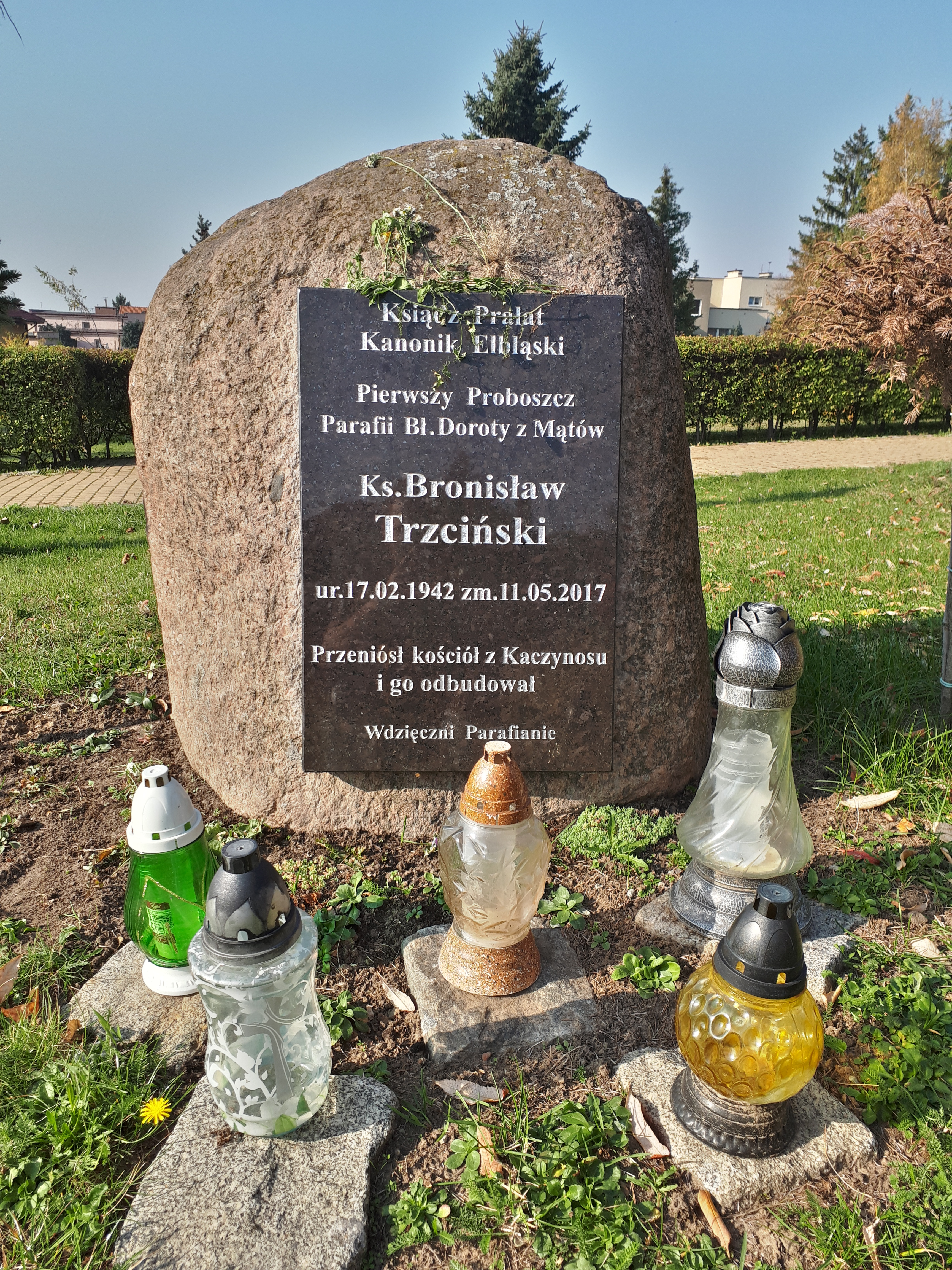
Tablica upamiętniająca ks. Bronisława Trzcińskiego przy kościele bł. Doroty w Elblągu

W latach 1992–2004 ks. Bronisław Trzciński był pierwszym dyrektorem i współzałożycielem Caritas diecezji elbląskiej. Organizator wielu akcji dobroczynnych na rzecz ubogich rodzin, dzieci oraz osób potrzebujących i bezdomnych. Za czasów jego działalności udało się uzyskać i wyremontować budynki, które przeznaczono na Ośrodek Kolonijno-Formacyjny w Mikoszewie. Zapoczątkował inicjatywę tzw. skarbonki wielkopostnej, podchwyconą następnie przez parafie w całej Polsce.

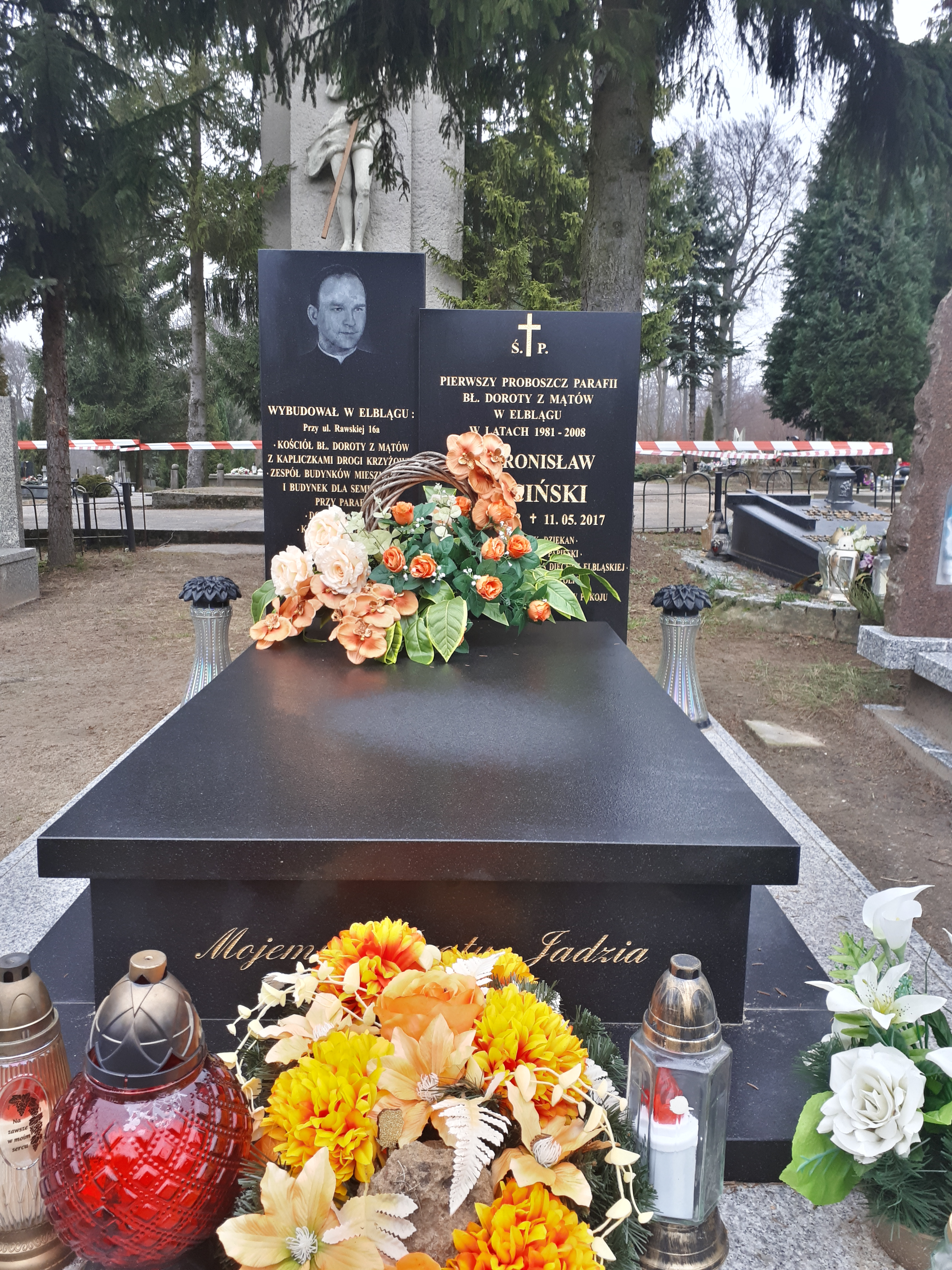
Grób ks. prałata w kwaterze księży na Cmentarzu Komunalnym Dębica

W latach 1992–2005 pełnił funkcję diecezjalnego duszpasterza policji, a w latach 1994–2006 był dziekanem dekanatu Elbląg-Południe. W 1988 uzyskał tytuł kapelana honorowego Jego Świątobliwości.
Zmarł 11 maja 2017 w Elblągu i pięć dni później po mszy św. żałobnej w kościele bł. Doroty został pochowany w kwaterze księży na cmentarzu komunalnym Dębica.